# 拉方丹 (堪薩斯州)
拉方丹（英語：Lafontaine）是位於美國堪薩斯州威爾遜縣塔列朗鎮區的一個非建制地區。

## 地理
拉方丹所處的海拔為高於海平面279米（即915英呎），而該地所採用的時區為UTC-6，即北美中部時區（CST）。同時該地設有夏令時間，為UTC-6調快一小時，即UTC-5（CDT）。